# Municipio de Toqua
El municipio de Toqua (en inglés: Toqua Township) es un municipio ubicado en el condado de Big Stone en el estado estadounidense de Minnesota. En el año 2010 tenía una población de 53 habitantes y una densidad poblacional de 0,58 personas por km².

## Geografía
El municipio de Toqua se encuentra ubicado en las coordenadas 45°32′12″N 96°33′53″O / 45.53667, -96.56472. Según la Oficina del Censo de los Estados Unidos, el municipio tiene una superficie total de 90.79 km², de la cual 88,19 km² corresponden a tierra firme y (2,86 %) 2,6 km² es agua.

## Demografía
Según el censo de 2010, había 53 personas residiendo en el municipio de Toqua. La densidad de población era de 0,58 hab./km². De los 53 habitantes, el municipio de Toqua estaba compuesto por el 96,23 % blancos y el 3,77 % eran de una mezcla de razas. Del total de la población el 0 % eran hispanos o latinos de cualquier raza.